# Hessigheim
Hessigheim település Németországban, azon belül Baden-Württembergben. Lakosainak száma 2555 fő (2023. december 31.).

## Népesség
A település népessége az elmúlt években az alábbi módon változott:
| Lakosok száma | 1374 | 1670 | 1815 | 1766 | 1793 | 2064 | 2191 | 2208 | 2324 | 2555 |
|               | 1961 | 1967 | 1974 | 1980 | 1987 | 1993 | 2000 | 2006 | 2013 | 2023 |